# Donkergrijze kokermot
De donkergrijze kokermot (Coleophora coracipennella) is een vlinder uit de familie kokermotten (Coleophoridae). De wetenschappelijke naam is voor het eerst geldig gepubliceerd in 1796 door Hübner.
De soort komt voor in Europa.